# Uffe Steen
Uffe Steen er en dansk jazzmusiker, der har medvirket på over 60 CD'er
De seneste udgivelser er bl. andet med Uffe Steen Trio, Jens Jefsen Trio, Shades of Blue, The Blue Junction, Valdemar Rasmussen Trio, Indra, Circles + mange flere.
− Han har udgivet 5 CDer i eget navn: Hymn to Spring, Play og Dust in My coffee,  Twangz og sidst Retroscope.
Han har desuden udgivet flere lærebøger.
Uffe Steen underviser blandt andet på det rytmiske musikkonservatorium i Aarhus.
− Har til koncerter og på CDer spillet med internationale kendte kunstnere som, Joye Baron, Jeff Ballard, Maria Bergman, Allan Botschinsky, Thomas Clausen, Hal Galper, Lennart Ginman, Tim Hagans, Lars Janson, Jens Jefsen, Alex Acuna, David Liebman, Lars Møller, Adam Nussbaum, Alex Riel, Bob Rockwell, Jimmy Smith, Bernard Purdie, Peter Vuust, Hans Ulrik og mange flere.

## Stil
Uffe Steen er kendt som en alsidig guitarist, der har sin egen unikke spillestil og bluesmættede udtryk. Han bevæger sig ubesværet i grænselandet mellem jazz, blues og rock mm.

## Diskografi
- Hymn to Spring (1990)
- Play (1995)
- Dust in My coffee (1997)
- Twangz (2002)
- Retroscope (2005)